# Alaric II
Pour les articles homonymes, voir Alaric.
Alaric II est roi des Wisigoths de 484 à 507. Il règna sur la presque totalité de l'Espagne (hormis la Galice), sur une majorité des territoires au sud de la Loire et sur la plus grande partie de la Provence.
Alaric est un chrétien de confession arienne mais il est moins intolérant vis-à-vis des nicéens que son père Euric. Il les autorise d'ailleurs à tenir en 506 un concile à Agde. Il trouve la mort sur le champ de la bataille de Vouillé en se battant contre les Francs de Clovis.

## Enfance
Alaric appartient à la dynastie royale gothique et sacrée des Balthes. La plupart des sources disent que sa mère est Ragnachilde de Francie et on sait peu de choses de son enfance.

## Règne

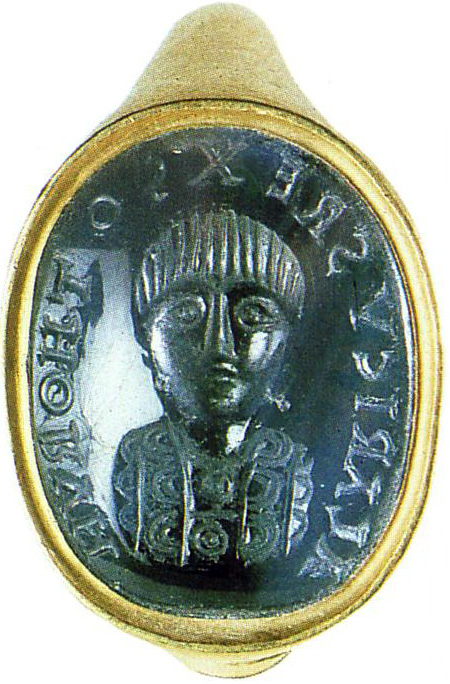
« Alaricus Rex Gothorum ». Anneau sigillaire d'Alaric II. Vienne, Kunsthistorisches Museum.

À la mort de son père Euric, en 484, il lui succède. Il se déplace souvent et installe fréquemment sa cour à Aire-sur-l'Adour pour contrôler les droits de passage des Pyrénées et la situation en Espagne.
Son royaume est riche et opulent selon les chroniqueurs et poètes de l'époque. Le commerce est développé grâce à la présence de Syri, des Orientaux qui font du négoce avec le royaume wisigoth. La production de blé est toujours aussi importante qu'à l'époque romaine. Les routes sont sûres et surveillées et les cols pyrénéens (Roncevaux, et Somport) sont très utilisés pour relier les différentes parties du royaume. L'élevage est une activité importante et le cheptel des chevaux est très riche.
Dans la tradition gothique, ses mariages sont des alliances politiques. Il a un fils illégitime dont la mère est inconnue, Geisalic. Il épouse Téodegonde Amalasunta des Amales, princesse des Ostrogoths, fille de Théodoric le Grand, avec laquelle il a un fils Amalaric. Il épouse aussi Theudicote d'Ostrogothie, avec laquelle il a une fille, Eustère, qui aurait épousé Thierry Ier des Mérovingiens.

### Un royaume bien protégé

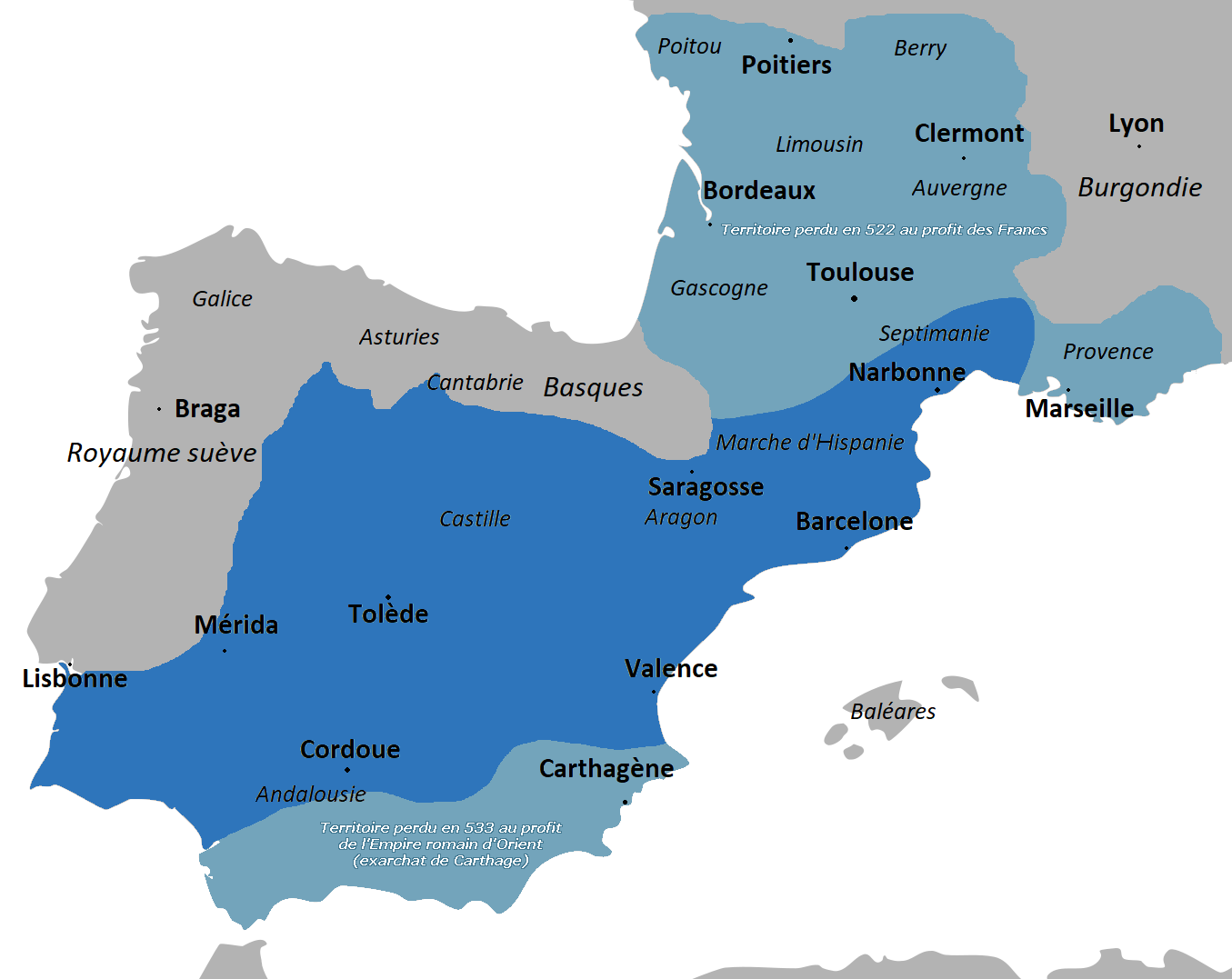
Royaume wisigoth à la fin du règne d'Alaric II.

Alaric maintient une forte ligne de défense le long de la frontière de son royaume, organisée sous l'autorité de ducs autour des comtes des cités et des gouverneurs de châteaux. Cette ligne protège le royaume contre les incursions pirates, mais aussi contre ses voisins. En 490, Alaric envoie un corps d'armée contre Odoacre, à Pavie, mais son armée n'est plus la grande armée de conquête de son père : c'est plutôt une troupe qui rétablit l'ordre et lutte contre la bagaude de Tarraconaise. Alaric ayant amorcé l'implantation wisigothique dans le nord de l'Espagne, ce qui provoque notamment la révolte hispano-romaine de Burdunellus (496–497) tandis que Clovis attaque l'Aquitaine seconde et prend Burdigala où il fait prisonnier le général Suatrius.
En 500, Alaric réside à Arles où il tient sa cour; il y accueille un envoyé de Gondebaud, un certain aristocrate gaulois Aridius, et forme une alliance avec le roi burgonde alors assiégé à Avignon, dans le conflit opposant ce dernier à son frère et aux Francs. En 501, près d'Amboise, il rencontre Clovis pour sceller la paix à la mode gothique, sur une île (peut-être l'île Saint-Jean), car la tradition gothe veut que les paroles aient plus de poids sur l'eau que sur la terre. Il pense avoir réussi un succès diplomatique mais la paix établie avec les Francs n'est qu'un court répit.

### Le concile d'Agde
En 501, Alaric envoie à Bordeaux, Césaire, le métropolite d'Arles, évêque jugé dangereux. Il le libère de cet exil en 506, mais Césaire rassemble tellement de fidèles lors de ses apparitions qu'Alaric déclenche un concile et autorise Césaire à y inviter les prélats et à le présider dans l'Église Saint-André d'Agde, le 10 septembre 506.
Le succès du concile d'Agde est complet après les persécutions subies sous le règne d'Euric. Cyprien de Bordeaux, Clair d'Eauze, Quintien de Rodez, Galactoire de Béarn, Grat d'Oloron, Lizier de Couserans sont reçus ainsi que Pierre, évêque du Palais et intermédiaire entre l'assemblée des prélats et le roi.
Le roi souhaite faire l'unité de la foi chrétienne dans son royaume entre les nicéens et les ariens. C'est un échec : les différences dogmatiques ne sont pas abolies, mais la volonté royale est prise en compte : la tolérance règne.
À la suite de ce concile, les prélats en préparent un second pour l'année 507 mais la mort prématurée d'Alaric II empêche la tenue de ce nouveau concile.

### LeBréviaire d'Alaric

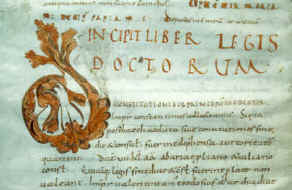
Manuscrit du Bréviaire d'Alaric conservé à la Bibliothèque du Patrimoine de Clermont Auvergne Métropole, Xe siècle.

En 506, Alaric II, siégeant à Toulouse, sa capitale, publie, à Aire-sur-l'Adour, un abrégé de droit romain, appelé Lex romana visigothorum, plus connue sous l'appellation Bréviaire d'Alaric. En promulguant cet ouvrage, le roi authentifie l'œuvre des jurisconsultes gallo-romains qui y ont rassemblé les lois romaines les plus importantes, lois qui furent constamment utilisées pendant le Moyen Âge au point de constituer la base du Code civil de 1804. Ce texte apporte à la civilisation européenne l'héritage fondamental de Rome : la notion d'État, la distinction entre droit public et droit privé, les statuts sociaux, la régulation des transactions commerciales, les rapports avec l'Église, bref, tout ce qui constitue un monde où la violence barbare est jugulée par le droit normatif. Ainsi s'explique que cet ensemble de lois ait été accepté par le royaume des Francs, puis par l'Europe carolingienne, puis enfin par les juristes modernes. C'est du Bréviaire d'Alaric que nous tenons le principe fondamental : « Nul n'est censé ignorer la loi ».

### La bataille de Vouillé
En 506, Pierre, un rebelle, fomente une révolte en Espagne. Alaric envoie ses troupes le combattre tandis que Clovis en profite pour attaquer l'Aquitaine seconde, affaiblie.
Pendant l'été 507, une coalition de ses voisins commandée par Clovis, roi des Francs, cerne le royaume wisigoth. Alaric tient alors sa cour dans la ville de Poitiers. Selon Grégoire de Tours, Clovis l'a attaqué sous le prétexte de sa religion vue comme « hérétique » par les nicéens, mais en fait il désire annexer la partie gothique de la Gaule.
Alaric et ses troupes sortent de la ville pour attaquer le campement franc puis, simulant l'effroi, ils se dirigent vers la cité espérant que les Francs les y suivront pour tomber dans un guet-apens. Mais les Francs encerclent rapidement l'armée wisigothique beaucoup moins nombreuse et, selon les sources, Alaric est tué en combat singulier par le roi Clovis, à la bataille de Vouillé ou bien meurt durant le combat.
La défaite d'Alaric peut s'expliquer par le fait que le roi wisigoth ne disposait probablement pas de l'intégralité de ses troupes d'élite, ni de la totalité de la cavalerie lourde wisigothique, qui essayait à ce moment de chasser hors de la péninsule ibérique les Romains d'Orient. Pour combler le manque d'hommes, il avait enrôlé de nombreux Gallo-Romains favorables aux Wisigoths, notamment des Auvergnats qui ont à leur tête leur comte, Apollinaire de Clermont,.
À sa mort, son fils aîné Geisalic est élu roi des Wisigoths par l'assemblée des Goths, et son second fils, Amalaric, qui est très jeune lors de la mort de son père, s'échappe du champ de bataille pour se réfugier en Espagne. Ce dernier rejoint l'Italie où il est recueilli par le roi ostrogoth Théodoric le Grand, qui proclame Geisalic comme usurpateur et soutient Amalaric.
Une rue de Toulouse, située à proximité du Jardin japonais, porte le nom d'« Alaric II ».